# Ефингхам (Илиноис)
Ефингхам (енгл. Effingham) град је у америчкој савезној држави Илиноис. По попису становништва из 2010. у њему је живело 12.328 становника.

## Демографија
Према попису становништва из 2010. у граду је живело 12.328 становника, што је 56 (0,5%) становника мање него 2000. године.
| Група             | 2000.          | 2010.          |
| Белци             | 12.049 (97,3%) | 11.668 (94,6%) |
| Афроамериканци    | 44 (0,4%)      | 47 (0,4%)      |
| Азијати           | 73 (0,6%)      | 89 (0,7%)      |
| Хиспаноамериканци | 129 (1,0%)     | 398 (3,2%)     |
| Укупно            | 12.384         | 12.328         |